# Haydée Larroca
Haydeé Larroca (Buenos Aires, 16 de diciembre de 1921 - Buenos Aires, 25 de diciembre de 2003) fue una actriz argentina de cine y televisión.

## Biografía
Ingresó en la pantalla grande cuando comenzó la década de oro del cine argentino que fueron el 40 y el 50 donde se destacó en grandes producciones musicales  como El cantor de Buenos Aires del año 1940 perteneciente a la compañía de Antonio Podestá integrante del grupo los hermanos Podestá pioneros del circo criollo, también formó parte de otra importante compañía, la de Enrique Muiño, incursionó en otros géneros como las  comedias de enredos donde fue partenaire de Luis Sandrini en Chingolo (1940), Pepe Arias en Napoleón (1941), Pepe Iglesias en Un ángel sin pantalones (1947) y Tito Lusiardo en El cartero (1954).  
En los años sesenta ingresó al movimiento de la nouvelle vague junto a Mecha Ortiz, Silvia y Mirtha Legrand filmando películas donde trataban temas más comprometidos con la realidad social como La patota (1960) y Bajo un mismo rostro (1962), de Daniel Tinayre. 
En el año 1971 el escritor de telenovelas, Abel Santa Cruz la contrató en canal 9 para trabajar en el teleteatro Así en la villa como en el cielo, protagonizada por Soledad Silveyra y Arturo Puig. Este fue su último trabajo realizado, retirándose definitivamente del espectáculo.
Falleció el 25 de diciembre del 2003 a los 82 años en Buenos Aires. Su esposo fue el actor y director Homero Cárpena (1910-2001) y sus hijas son las actrices  Nora (1945-) y Claudia Cárpena.

## Filmografía
- El cantor de Buenos Aires (1940)
- Galleguita (1940)
- Chingolo (1940)
- De un tango nació un querer (1941)
- Napoleón (1941)
- Soñar no cuesta nada (1941)
- Vidas marcadas (1942)
- El viejo Hucha (1942)
- Ponchos azules (1942)
- Un ángel sin pantalones (1947)
- El jugador (1947)
- Ángeles de uniforme (1949)
- La vendedora de fantasías (1950)
- El cielo en las manos (1950)
- Deshonra (1952)
- El cartero (1954)
- La patota (1960)
- Bajo un mismo rostro (1962)

## Programas de televisión
- Así  en la villa como en el cielo (1971) .